# بری لیون (بازیکن فوتبال)
بری لیون (انگلیسی: Barry Lyons؛ زادهٔ ۱۴ مارس ۱۹۴۵) بازیکن فوتبال اهل بریتانیا است.
از باشگاه‌هایی که در آن بازی کرده‌است می‌توان به باشگاه فوتبال ناتینگهام فارست، باشگاه فوتبال یورک سیتی، باشگاه فوتبال روترهام یونایتد و باشگاه فوتبال دارلینگتون اشاره کرد.